# داتشيا الرومانية
داتشيا الرومانية (وتعرَف أيضًا بداتشيا ترايانا، أي داتشيا التراجانية، أو داتشيا فيلكس، أي داتشيا السعيدة، أو الخصبة)، مقاطعة في الإمبراطورية الرومانية منذ عام 106 إلى  274–275 بعد الميلاد. تتكون أرض داتشيا من ترانسلفانيا، وألتينيا (مناطق من رومانيا المعاصرة)، وبانات (الفاصلة بين رومانيا وصربيا والمجر). كانت داتشيا من أول أمرها منظّمة على أنها مقاطعة إمبراطورية، تتضمن منطقة حدودية، وبقيت على هذا الحال طول فترة الوجود الروماني. يقدر المؤرخون سكان داتشيا الرومانية بعدد يتراوح بين 650 ألفًا، ومليون ومئتي ألف.
أتم غزو داتشيا الإمبراطور تراجان (98–117)، بعد حملتين كبيرتين ضد مملكة دقبالوس الداسية. لم يحتل الرومان كل منطقة المملكة الداسية القديمة، إذ كان الجزء الأكبر من مولدافيا ومارامورس وكريسانا محكومًا من الداسيين الأحرار حتى بعد الغزو الروماني. عام 119، انقسمت المقاطعة الرومانية إلى جزأين؛ داتشيا العليا وداتشيا الدنيا التي سميت بعد ذلك داتشيا مالفنسس. في عام 124 (أو نحو عام 158)، انقسمت داتشيا العليا إلى محافظتين: داتشيا أبولنسس وداتشيا بروليسنسس. أيام الحروب الماركومانية توحدت الإدارة القضائية والعسكرية تحت حكم حاكم واحد، له مساعدان يتبعانه، وسميت حينئذ المقاطعة تري داساي (أي الداسيات الثلاث) وسماها بعضهم ببساطة: داسيا.
استعمرت السلطات الرومانية داتشيا استعمارًا كبيرًا ومنظمًا. فُتحت مناجم جديدة واشتدّت وتيرة التعدين، وازدهرت الزراعة وتربية الماشية والتجارة في المقاطعة. بدأت داتشيا توفّر الحبوب لا للجنود الموجودين فيها فحسب، بل لبقية المنطقة البلقانية أيضًا في ذلك الوقت. أصبحت مقاطعة حضرية، لها عشر مدن معروفة، ثماني مدن منها على رتبة عالية في الكولونيا (وهي بيان تصدره السلطات الرومانية تبيّن فيه منزلة المدن)، مع أن عدد المدن فيها كان أقل من عدد المدن في بقية محافظات الإقليم. تطورت كل المدن من معسكرات قديمة للجنود. كانت أولبيا ترايانا سارميزغتوسا مجلس الوكيل الإمبراطوري (مسؤول الاقتصاد) للأقسام الثلاثة كلها، وكانت المركز الاقتصادي والديني والقضائي للمقاطعة. أما أبولم فكانت مقر الحاكم العسكري للأقسام الثلاثة، ولم تكن أعظم المدن في المقاطعة فحسب، بل كانت واحدةً من أكبر المدن على الحدود الدانوبية.
كان في أول وجود الرومان في داتشيا ثغرات عسكرية واقتصادية فيها. كان الداسيون الأحرار الذي يجاورون المنطقة أول مشكلة، وهم الذين بعد أن تحالفوا مع  السارماتيين، فتحوا المقاطعة أيام حكم ماركوس أوريليوس. بعد فترة هدنة شملت مناطق كومودس إلى كاراسالا (180–217 بعد الميلاد)، عادت المقاطعة مرة واحدة إلى مرمى الغزاة، هذه المرة الكاربيانيين، وهم قبيلة داسية حالفت الغوثيين الواصلين حديثًا، الواصلين في فترة من أصعب الفترات على الإمبراطورية. حين وجد الأباطرة أن الدفاع عن داتشيا صار صعبًا، اضطروا إلى أن يتخلوا عنها في العقد الثامن من القرن الثالث، فصارت أول أملاك روما طويلة الأمد التي تخلّت عنها. دمرت القبائل الجرمانية داتشيا (الغوثيون والتايفاليون والباستران) ومعهم الكاربانيون في 248–250، ثم أعاد الكاربانيون والغوثيون الكرة في 258 و263، ثم أعاد الغوثيون والهيروليون الكرة في 267 و269. تدل المصادر القديمة على أن خسارة داتشيا كانت ظاهرة منذ أيام حكم غالينيوس (253–268)، ولكنها تدل أيضًا على أن أوريليان (270–275) هو الذي تخلى عن داتشيا التراجانية. إذ أخلاها من جنوده وإدارته المدنية، وأسس داتشيا الأوريليانية وعاصمتها سرديكا في مويسيا الدنيا.
أصبح مصير شعب داتشيا التراجانية الذي ترَومَن محل خلافٍ شديد. تقول إحدى النظريات إن اللغة اللاتينية التي كان ينطق بها الداسيون القدماء، تحولت شيئًا فشيئًا بعد غزو الرومان إلى الرومانية، وبالتوازي مع هذا، نشأ شعب جديد من الداسيين الرومانيين (شعب داتشيا التراجانية المرَومَن). أما النظرية المخالفة فتقول إن الرومانيين منحدرون من الشعوب المرومنة في المحافظات الرومانية في شبه جزيرة البلقان.

## الحياة في داتشيا الرومانية

### الدين
تظهر النقوش والمنحوتات في داتشيا تنوّعًا كبيرًا في المسائل الدينية. تجاورت الآلهة في الدين الرسمي في روما مع الآلهة الراجع أصلها إلى الإغريق وآسيا الصغرى وأوروبا الغربية، وكان من هؤلاء 43,5% ذوو أسماء لاتينية. تمثّل جميع الآلهة الكبيرة في مجمع الآلهة الرومانية في داسيا: جوبيتر، مينيرفا، فينوس، أبولو، ليبر، ليبرا، وآخرون. كان الإله سيلفانوس على منزلة عالية من الأهمية، لم يعله فيها أحد سوى جوبيتر. كان الناس في داتشيا يسمونه عادة سيلفستر ودوميستيكوس، وهي أسماء استخدمت أيضًا في بانونيا.
نحو خُمس النقوش الداسية تشير إلى عبادات شرقية مثل عبادة كوبيلي وأتس، وفيها نحو 274 معبدًا مكرّسًا لميثرا، الذي كان أشيَع الآلهة بين الجنود. استوردت عبادة الفارس التراقي من تراقيا ومويسيا. ووُثّق وجود إلهة الخيل الغالية إيبونا في داتشيا وفي ماتروناي.
مع أن الداسيين عبدوا آلهة محلية، فما من دليل يدل على أن إلهًا داسيًّا دخل مجمع الآلهة الرومانية، ولا على أن إلهًا داسيًّا عُبد باسمٍ روماني. ويُظَنّ أن الداسيين لم يكن عندهم مفهوم بشري للإله، وأن الدين والفن التراقي الداسي كان تنزيهيًّا. لم تتضمن القلاع الداسية التي تعود إلى عهد بوربيستا ودقبالوس أي تماثيل في معابدها. بعد تحطيم أهم مكان مقدس أيام حروب الغزو التراجانية، لم يأخذ أي مكان آخر منزلة مثل منزلته. مع هذا، وُجدت أماكن عبادة أخرى لها أهمية روحية محلية، مثل جيرميسارا، التي استمر استخدامها في الفترة الرومانية، مع أن الشعائر التي كانت تؤدى في تلك الأماكن استُبدلت بطريقة ما بشعائر رومانية، منها تسمية الأرواح المحلية بأسماء رومانية.
جاءت المراكز الحضرية المرومنة بعادات الدفن الرومانية، التي اختلفت كثيرًا عن عادات الدفن التي وجدت قبل الغزو الروماني. كشفت التنقيبات الأثرية عن فن مقابر مرتبط بشكل أساسي بالمراكز الحضرية. أظهرت هذه التنقيبات أن اللوحة التذكارية كانت الطريقة المفضلة للتذكارات المقبرية. كشفت مع ذلك عن تذكارات متطورة أكثر، منها الأديكولاي والجثوة والضريح. كانت معظم هذه التذكارات مزينةً كثيرًا، بها أسود منحوتة، وميدالية وأعمدة تزين أبنية.
يبدو أن هذا كان مخصصًا للمراكز الحضرية، إذ إن التنقيبات في المناطق الريفية كشفت عن مدافن صنفت على أنه داسيّة، وبعضها يُظن أنه يرتبط بمستوطنات فيلا، مثل ديفا وسالاسو دو سوس وسنسس.
استمرت عادات الدفن الداسية التقليدية في الفترة الرومانية وإلى الفترة التي تلتها، إذ بدأت عندها الأدلة تظهر على دخول المسيحية.

### الاقتصاد
لما كان الجيش الروماني يحفظ أمن روما واستقرارها، ازدهرت داتشيا الرومانية حتى حلت أزمة القرن الثالث. تطورت داتشيا من مجتمع واقتصاد ريفي إلى مجتمع واقتصاد متقدم ماديًّا بالمقارنة مع المقاطعات الرومانية الأخرى. كان في منطقة داتشيا الرومانية نقود أكثر من المناطق المجاورة.
أنتجت موارد الولاية الطبيعية ثروةً معتبرةً للإمبراطورية، وصارت واحدة من أهم مراكز إنتاج الحبوب، لا سيما القمح. سُكت النقود البرونزية المرتبطة باقتصاد روما النقدي في ألبيا ترايانا سارميزغتوسا، نحو عام 250 بعد الميلاد (أما قبل هذا فيبدو أن داتشيا كانت تتداول نقودًا سُكّت محلّيًّا). سهّل تأسيس الطرق الرومانية في المقاطعة النمو الاقتصادي.
وفّرت مناجم الذهب المحلية باعثًا آخر على ضم داتشيا إلى الإمبراطورية. جيءَ بالمعدّنين الدلماسيين إلى داتشيا ليعملوا في مناجم الذهب في جبال بيهور، ليجمعوا الأموال لخزينة الإمبراطورية. أما في ألبورنوس مايور (روشيا مونتانا)، ازدهرت مناجم الذهب بين عامي 131 و167 بعد الميلاد، ولكن مع الوقت قلّت عوائدها لأن مخازن الذهب المحلية كانت تُستَغَل. تشير الأدلة إلى إغلاق مناجم الذهب في نحو عام 215 بعد الميلاد.